# Comuna Ohiivți, Starokosteantîniv
Ohiivți (în ucraineană Огіївці) este o comună în raionul Starokosteantîniv, regiunea Hmelnîțkîi, Ucraina, formată din satele Hromivka, Ohiivți (reședința), Pîsarivka și Polovînnîkî.

## Demografie
Componența lingvistică a comunei Ohiivți
     Ucraineană (98,72%)
     Alte limbi (1,28%)
Conform recensământului din 2001, majoritatea populației comunei Ohiivți era vorbitoare de ucraineană (98,72%), existând în minoritate și vorbitori de alte limbi.